# Charminus ambiguus
Charminus ambiguus là một loài nhện trong họ Pisauridae.
Loài này thuộc chi Charminus. Charminus ambiguus được Roger de Lessert miêu tả năm 1925.